# 哈得孫莫爾登 (紐約州)
哈得孫莫爾登（英語：Malden-on-Hudson）是位於美國紐約州阿爾斯特縣的普查規定居民點。

## 人口
根據2020年美國人口普查的數據，哈得孫莫爾登的面積為1.30平方千米，皆為陸地。當地共有人口365人，而人口密度為每平方千米280.77人。